# Seth Gilliam
Seth Gilliam (05 de novembro de 1968) é um ator norte-americano. Mais conhecido por atuar em The Walking Dead, Teen Wolf, The Wire e Oz.

## Vida pessoal
Em 1990, Seth se formou na Universidade Estadual de Nova Iorque em Purchase.
Em 2015, foi preso em Peachtree City. O ator estava dirigindo acima da velocidade máxima permitida (cerca de 172 km/h) sob influência de álcool e maconha, foi parado pelos policiais e levado para a delegacia. Apesar do flagrante, ele pagou uma fiança de US$ 9,818 (cerca de R$ 30 mil) e foi liberado.

## Filmografia

### Cinema
| Ano  | Título                             | Papel                       | Notas          |
| ---- | ---------------------------------- | --------------------------- | -------------- |
| 2016 | Police State                       | Officer Grady               |                |
| 2014 | Still Alice                        | Frederic Johnson            |                |
| 2012 | The Skinny                         | Testing Van Doc             |                |
| 2011 | Stake Out: Atlantic Salmon         | Rivers                      | Curta-metragem |
| 2010 | Betrayed                           | Roger Waite                 | Curta-metragem |
| 2009 | Did You Hear About the Morgans?    | U.S. Marshal Lasky          |                |
| 2009 | The People v. Leo Frank            | Jim Conley                  |                |
| 2008 | Sympathetic Details                | Raymond                     |                |
| 2006 | The Great New Wonderful            | Clayton                     |                |
| 2002 | Personal Velocity: Three Portraits | Vincent                     |                |
| 2000 | Punks                              | Marcus                      |                |
| 1997 | Tar                                | Tyrone                      |                |
| 1997 | Starship Troopers                  | Sugar Watkins               |                |
| 1996 | Courage Under Fire                 | Stephen Altameyer           |                |
| 1995 | Jefferson em Paris                 | James Hemings               |                |
| 1994 | The Hardest Part                   | Derek                       | Curta-metragem |
| 1994 | Julgamento em West Point           | Cadete Johnson C. Whittaker | Telefilme      |
| 1993 | Joey Breaker                       | Jeremy Brasher              |                |

### Televisão
| Ano       | Título                       | Papel                                 | Notas                                                   |
| --------- | ---------------------------- | ------------------------------------- | ------------------------------------------------------- |
| 2014-2022 | The Walking Dead             | Gabriel Stokes                        | Regular, Temporadas 5-6-7-8-9-10-11                     |
| 2016      | Elementary                   | Dr. Ira Wallace                       | Episódio 18, Temporada 4                                |
| 2013      | Criminal Minds               | Lyle Johnson                          | Episódio 9, Temporada 9                                 |
| 2012      | Homeland                     | Chaplin                               | Episódio 6, Temporada 2                                 |
| 2012      | Person of Interest           | Detetive Des Franklin                 | Episódio 18, Temporada 1                                |
| 2011-2017 | Teen Wolf                    | Alan Deaton                           | Recorrente, Temporadas 1-2-3-4-5 (32 episódios)         |
| 2011      | Svetlana                     | Tomas                                 | Episódio 7, Temporada 2                                 |
| 2011-2015 | The Good Wife                | Jacob Rickter                         | Episódio 23, Temporada 2 Episódio 22, Temporada 6       |
| 2011      | Skins                        | Ken                                   | Episódio 4, Temporada 1 (não creditado)                 |
| 2010      | Nurse Jackie                 | Dr. Lindsey                           | Episódio 3, Temporada 2                                 |
| 2009      | Mercy                        | Policial                              | Episódio 7                                              |
| 2009      | CSI: Miami                   | Aaron Nolan                           | Episódio 18, Temporada 7                                |
| 2009      | Damages                      | Mark Waters                           | Episódio 3, Temporada 2                                 |
| 2007-2008 | Law & Order: Criminal Intent | Detetive Daniels                      | Episódio 17, Temporada 6 Episódios 1-10-11, Temporada 7 |
| 2007      | The Bronx Is Burning         | Paul Blair                            | Episódio 3                                              |
| 2005      | Law & Order: Trial by Jury   | A.D.A. Terence Wright                 | Episódios 3-5-6-7                                       |
| 2002-2008 | The Wire                     | Sgt. Ellis Carver / Det. Ellis Carver | Elenco principal (50 episódios)                         |
| 1999-2001 | Oz                           | Clayton Hughes                        | Recorrente, Temporadas 3-4                              |
| 1990-1991 | The Cosby Show               | Aaron Dexter                          | Episódios 10-11-20, Temporada 7                         |